# Rete tranviaria di Göteborg
La rete tranviaria di Göteborg (in svedese Göteborgs spårvägar) è un sistema di trasporto pubblico della città svedese di Göteborg ed è composto da una rete di quindici linee per un totale di 190 km e 131 fermate.